# Cimetière des Chiens

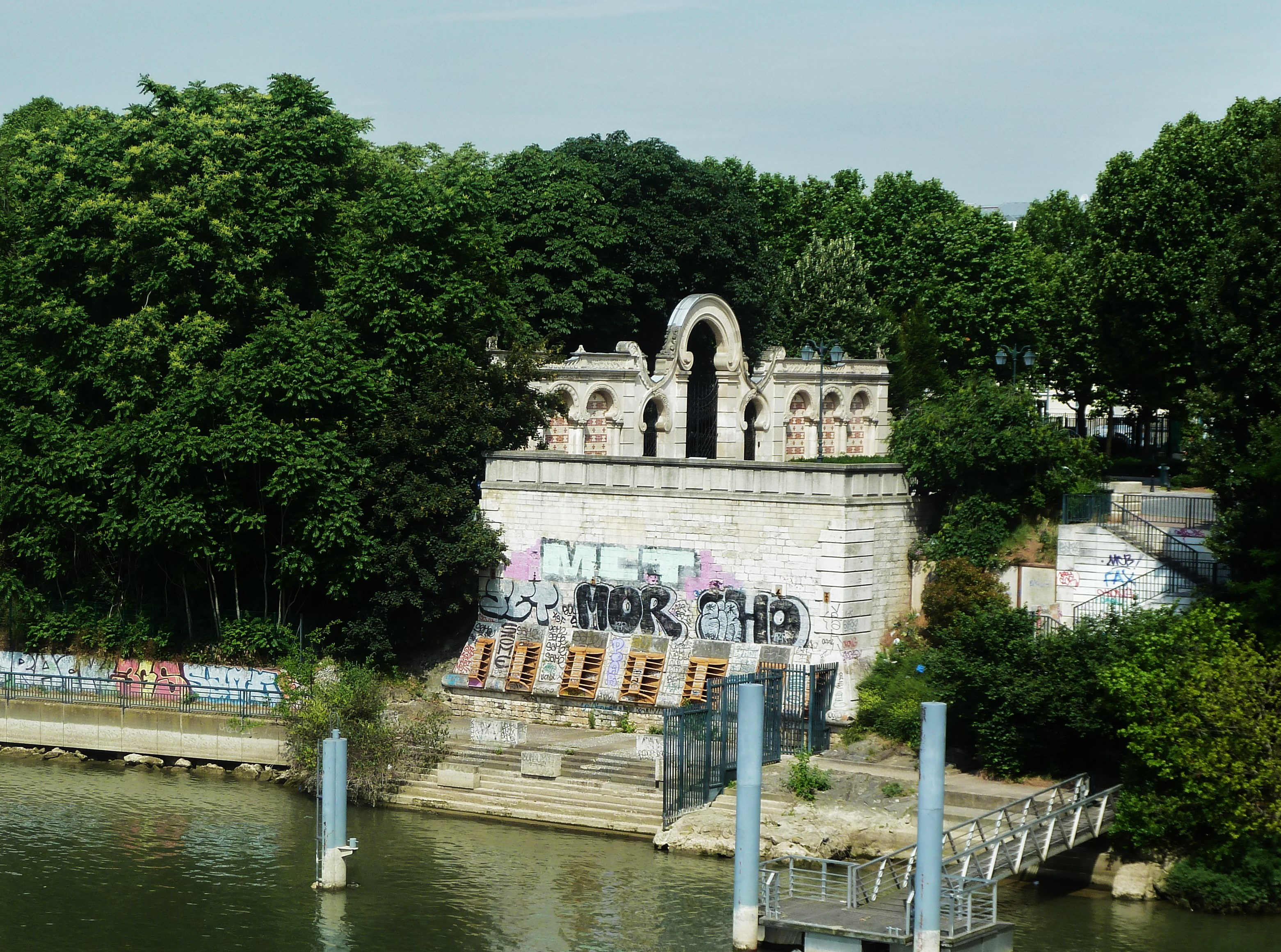
Cimetière des chiens: Eingang von der Seine aus gesehen

Der Cimetière des chiens (deutsch Hundefriedhof) ist ein Tierfriedhof auf der Île des Ravageurs in Asnières-sur-Seine,
Département Hauts-de-Seine, Frankreich, am nordwestlichen Ufer der Seine gegenüber von Paris.

## Geschichte

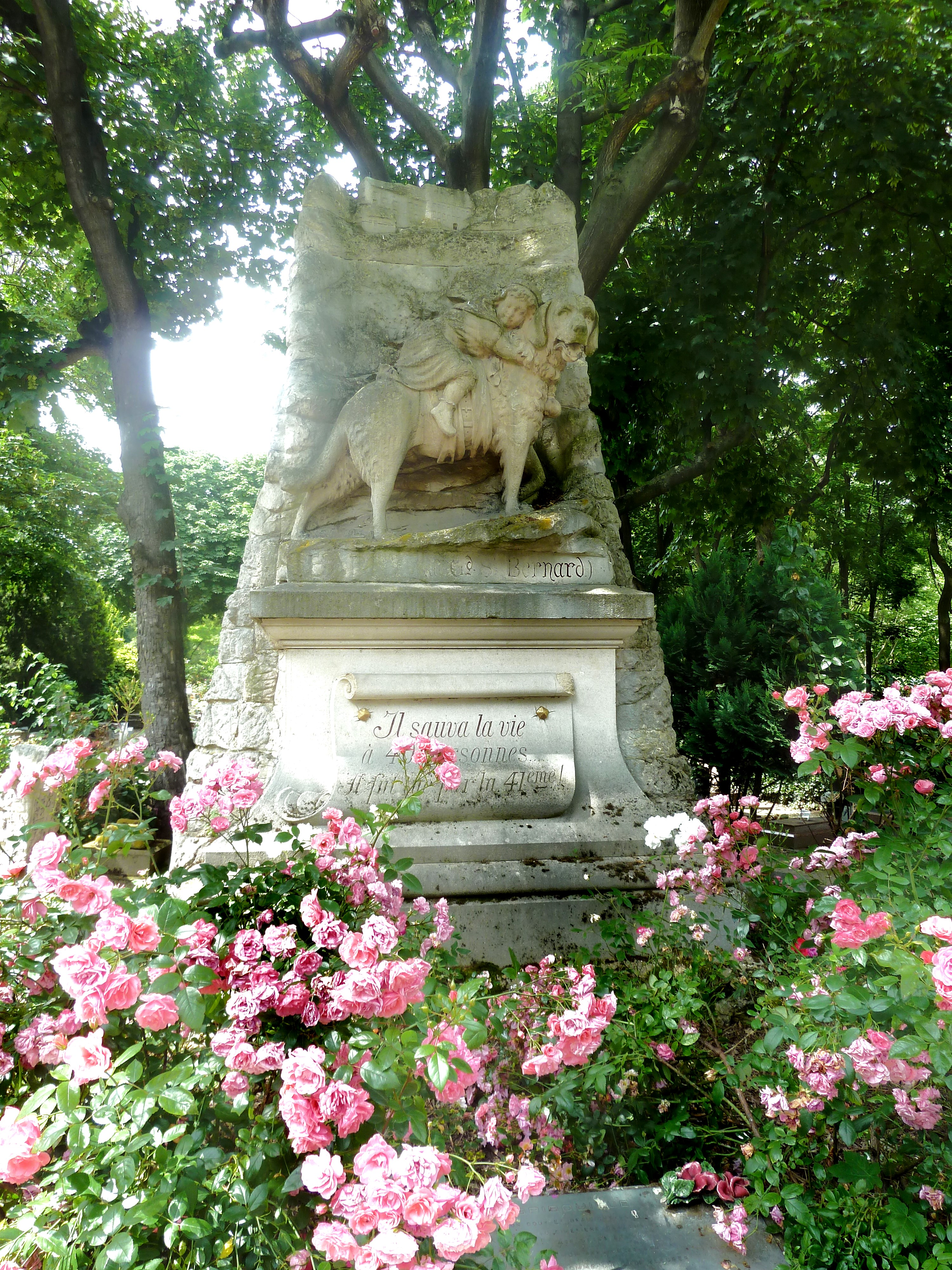
Cimetière des chiens: Denkmal für den Rettungshund Barry

Am 25. März 1899 erschien von dem Journalisten Georges Harnois unter dem Titel „L’Ami des Chiens“ („Der Freund der Hunde“) ein Artikel, in dem er seine Absicht offenbarte, in Paris einen Hundefriedhof zu errichten. Daraufhin gründeten er und die Journalisten-Kollegin und Frauenrechtlerin Marguerite Durand am 2. Mai 1899 die Société Française anonyme du Cimetière pour chiens et autres animaux domestiques (Französische Friedhofsgesellschaft für Hunde und andere Haustiere AG). Am 15. Juni 1899 wurde das Gelände in Asnières erworben und danach umgegraben. Nachdem der Betreiber versichert hatte, das neue Gesetz vom 21. Juni 1898 über die Beseitigung der Haustiere zu beachten, hatte der Präfekt keine Einwände mehr gegen den Friedhof, der schließlich zum Sommerende 1899 eröffnet wurde. Er gilt damit als der älteste Tierfriedhof der Welt. Hier sind neben Hunden auch Katzen, Kaninchen, Wellensittiche, aber auch ein Löwe und ein Pferd begraben. Für den berühmten Rettungshund Barry, dessen Überreste im Naturhistorischen Museum Bern ausgestellt sind, wurde 1899 ein Denkmal errichtet.

Cimetière des chiens: Tipsy

Seit Eröffnung erfreute sich der Friedhof eines großen Zulaufs. Bis zum 20. Oktober 1900 wurden bereits 193 Bestattungen gezählt, 1988 gab es 55.000 Grabsteine. Inzwischen sind 100.000 Tiere begraben worden. Rin Tin Tin († 10. August 1932) ist hier begraben, sein Nachfolger in der gleichnamigen Fernsehserie (ab 15. Oktober 1954) liegt nicht in Asnières. Zu erwähnen ist auch das 1919 begrabene Maskottchen der franz. Infanterie, Hund Mémère. Ebenfalls hier bestattet sind der Hauslöwe der Mitbegründerin des Friedhofs Marguerite Durand und das Schoßtier von Camille Saint-Saëns, dem Komponisten des Karnevals der Tiere.

## Grabraub
In der Nacht zum 5. Februar 2012 wurde das Grab eines Kleinhundes aufgebrochen und ein mit Diamanten besetztes Halsband im Wert von 9.000 Euro gestohlen.

## Sonstiges
Der Tierfriedhof wird heute durch die Stadt Asnières-sur-Seine betrieben und wurde 1987 vom französischen Staat unter Denkmalschutz gestellt.
Weitere Tierfriedhöfe gibt es in Edinburgh, Stockholm, auf Norderney, in Berlin-Lankwitz und in Bad Homburg. In Seehausen (Altmark) besteht der bis auf das Jahr 1878 zurückgehende Hundefriedhof Barsberge.
1985 drehte Werner Biedermann den zehnminütigen Kurzfilm Les cimetières – Die Friedhöfe über den Cimetière des chiens und andere Friedhöfe in Paris.
„Am Beispiel der Seine-Metropole stellt der Film die Frage nach dem Sinnzusammenhang um Leben und Tod. Für eine ironische Brechung des Themas sorgt die Berücksichtigung des ältesten Hundefriedhofs der Welt: Dort befindet sich das Grab einer Bernhardiners, der 40 Leben rettete und, wie alle Polizeihunde, die im Dienst sterben, dort beigesetzt ist. Oder die letzte Ruhestätte des berühmten Fernsehhunds Rin-Tin-Tin, der auf Europatournee einem Herzinfarkt erlag.“
Carsten Lorenz, WAZ, 13. 7. 1985